# Noves Fora
Noves Fora é o segundo álbum de Nei Lisboa, lançado pela ACIT em 1984 em LP e, depois, relançado em 2001, pela Antídoto em CD. É também o nome da música (terceira do álbum) composta por Nei Lisboa. Os dados sobre as faixas e outras informações foram retiradas do Encarte do CD.

## Faixas
| N.º            | Título               | Compositor(es)                                    | Duração |  |
| 1.             | "Mônica tricomônica" | Nei Lisboa                                        | 3:51    |  |
| 2.             | "Sempre pinta"       | Nei Lisboa                                        | 3:00    |  |
| 3.             | "Noves fora"         | Nei Lisboa                                        | 3:18    |  |
| 4.             | "Melhor"             | Nei Lisboa                                        | 3:06    |  |
| 5.             | "Lomba do Sabão"     | Nei Lisboa                                        | 3:59    |  |
| 6.             | "Paisagem campestre" | (Letra: Francisco Settineri / Música: Nei Lisboa) | 3:01    |  |
| 7.             | "Abolerado blues II" | Nei Lisboa                                        | 3:36    |  |
| 8.             | "Capricho"           | Nei Lisboa                                        | 3:44    |  |
| 9.             | "Palavra"            | Nei Lisboa                                        | 3:42    |  |
| 10.            | "Verdes Anos"        | (Letra: Augusto Licks / Música: Nei Lisboa)       | 3:43    |  |
| Duração total: | Duração total:       | Duração total:                                    | 35:00   |  |

## Músicos
De acordo com o instrumento que toca em cada faixa (número da faixa entre parênteses):
- Nei Lisboa - voz (todas); violão ovation (3, 4, 5, 10)

- Nico Rezende - Bateria Oberheim DX (1, 8), Roland JX (1, 8), Piano Steinway (1)

- Geraldinho - baixo elétrico (1, 8);

- Ivo de Carvalho - guitarra Roland G-505 (1, 8);

- Lino Simão - sax tenor (1, 2, 7); sax alto (8)

- Paulo Farat - bateria (2, 6, 7, 9)

- Silvio Mazzuca Jr. - baixo elétrico (2, 6, 7, 9)

- Glauco Sagebin - Piano acústico (2, 6, 7, 9), Piano Yamaha CP-70 (2, 5), Piano Fender (3, 5), Piano Roland JX (3, 9, 10)

- Augusto Licks - guitarra Roland G-505 (2, 4, 6, 7, 9, 10), guitarra washburn (4), GR-300 Sinth (4, 10)

- Mica - harmônica (2);

- Papete - tumbadora (2, 5), clave (3), bells (3), pandeiro (6)

- Gil - trompete (2, 7)

- Mané Silveira - sax soprano (2), sax alto (7)

- François - trombone (2, 3, 7)

- Carlão de Souza - violão 12 cordas (6)

- Faud - bateria (3, 5)

- José Pienazzola / Pié - baixo acústico (3), baixo elétrico (5)

- Zé Gomes - violino (6)

- Cida Moreira - voz (7)

### Arranjadores
De acordo com o tipo de arranjo e o número da faixa (entre parênteses):

- Nei Lisboa - arranjo de base (3, 7); arranjo (4, 5, 10)

- Nico Rezende - arranjo (1, 8);

- Paulo Farat - arranjo de base (2, 7, 9); arranjo (6)

- Silvio Mazzuca Jr. - arranjo de base (2, 7, 9); arranjo (6)

- Glauco Sagebin - arranjo de base (2, 3, 7, 9), arranjo de metais (2, 7); arranjo Roland JX (3, 9), arranjo (5, 6, 10)

- Augusto Licks - arranjo de base (2, 7, 9); arranjo (4, 6, 10)

- Carlão de Souza - arranjo de base (2, 3, 7, 9), arranjo de metais (2), arranjo Roland JX (3, 9), arranjo (5, 6, 10)

- Faud - arranjo de base (3); arranjo (5)

- José Pienazzola / Pié - arranjo de base (3); baixo elétrico (5), arranjo (5)